# کارل امبرسون
کارل امبرسون (انگلیسی: Carl Emberson؛ زادهٔ ۱۳ ژوئیهٔ ۱۹۷۳) بازیکن فوتبال اهل بریتانیا است.
از باشگاه‌هایی که در آن بازی کرده‌است می‌توان به باشگاه فوتبال کولچستر یونایتد، باشگاه فوتبال لوتون تاون، باشگاه فوتبال ساوتند یونایتد، باشگاه فوتبال ساتون یونایتد، باشگاه فوتبال میلوال، باشگاه فوتبال والسال، و باشگاه فوتبال گرایس اتلتیک اشاره کرد.